# Seikimatsu Occult Gakuin
Seikimatsu Occult Gakuin (яп. 世紀末オカルト学院, Сейкимацу Окаруто Ґакуін, досл. «Окультні науки століття») — аніме-серіал виробництва A-1 Pictures та Aniplex, зрежисований Томохіко Іто. Прем'єра 13-го епізоду аніме відбулася в Японії по телевізійній мережі TV Tokyo 6 липня 2010 року. «Окультна академія» — третій проект Anime no Chikara. Він був показаний американським вебсайтом Crunchyroll під час години японського мовлення. Манґа-адаптація по частинах публікується в журналі Monthly Comic Media Factory's Alive. Серія DVD/Blu-Ray-релізів налічує шість томів. Перший-п'ятий містять по два епізоди з серіалу і поставляються з особливими, такими як пісні у виконанні голосів (сейю) персонажів. Кінцевий обсяг охоплює останні три епізоди. Існують також чотири паралельні епізоди, перший з яких входить до складу другого тому.

## Сюжет
Історія обертається навколо Майї, дочки екс-директора академії Волдштайн, і мандрівника у часі агента Фуміакі Учіди. У 2012 році світ захоплений прибульцями, тому людське Підпілля відправляє в 1999 рік мандрівника у часі з метою знайти і знищити ключ Нострадамуса, який, згідно з пророцтвом Мішеля Нострадамуса, призведе до Апокаліпсису.
Паралельний сюжет повертає нас до 1999 року, де Майя приїжджає до Академії з наміром знищити її і замінює свого покійного батька на посаді директора. Її план був перерваний, коли вона зустріла Фуміакі і дізналася про майбутню загибель. Незважаючи на недовіру до Фуміакі, вони утворюють пакт розшукати ключ Нострадамуса.
Для того, щоб знайти ключ, агенту часу був наданий спеціально створений мобільний телефон: коли користувач знаходить об'єкт інтересу, він фотографує його, і, якщо отримане зображення залишається без змін (телефон показує майбутнє предмета, тобто те, що станеться з ним через тринадцять років), то ключ Нострадамуса знайдений. І навпаки, якщо предмет не є ключем, то об'єкт буде зруйнуваним на дисплеї. За допомогою телефону, Майя і Фуміакі досліджують окультні феномени та паранормальні явища, які відбуваються в місті.

## Персонажі
- Майя Кумасіро (яп. 神代 マヤ)

Дочка покійного директора Вальдштейнської Академії, Джунічіро Кумасіро. Вона ненавидить окультизм, попри її величезні знання про нього. Її ненависть випливає з одержимості її батька окультними темами, коли вона була маленькою, що спричинило напружені відносини між ним, дружиною і дочкою. Після смерті батька Майя стає директоркою окультної академії і клянеться знищити школу. Тим не менше з розвитком сюжету ненависть Майї до окультизму зменшується, і вона повертає інтерес до нього. Пізніше з'ясовується, що Академія була різдвяним подарунком Майї від батька. Майя розуміє, що вона відвернулася від батька, коли він всього лише намагався виконати її бажання на Різдво. Потім дає обіцянку покійному батьку, що збереже Академію та світ. З приходом Фуміякі Учіди вона утворює з ним партнерські стосунки, щоб знайти ключ Нострадамуса, який викличе вторгнення іншопланетян 21 липня 1999 року. У кінці серіалу намагається вмовити його залишитися з нею, але Фуміакі гине, жертвуючи собою для врятування світу.
- Фуміакі Учіда (яп. 内田 文明)

Мандрівник у часі з 2012 року, хто був відправлений до 1999 року, щоб знайти ключ Нострадамуса. Він став спробою під № 6, після того як агент № 5 був убитий. У 1999 році Фуміякі був маленьким хлопчиком з особливим психічними силами. Названий «Учіда Бунмей», він з'являвся у багатьох телешоу, демонструючи свій телекінетичний талант, згинаючи ложку. Його популярність росла швидко, але ціна була великою, бо чим більше він ставав популярним, його мати сильніше пишалася своєю славою, настільки, що відмовила сина від нормального життя в суспільстві. Фуміякі з часом втратив свої психічні сили, у 2012 році вважався підробкою. Він також відомий як «Абе Мінору», колективна ідентичність для всіх агентів у часі.
Прибувши в 1999 рік, Фуміякі зустрів Майю, яка спочатку вважала його боягузом, оскільки все, що він міг зробити, це трястися в страху. Тим не менш, він врешті-решт отримав деяку повагу та довіру Майї, дівчина бачила частину його спогадів під час передсмертного досвіду, і зрозуміла, що він, як і вона, теж був самотньою дитиною. Він і Майя сформували команду, щоб знайти ключ Нострадамуса і запобігти вторгненню іншопланетян.

## Сприйняття
На сайті Кінокритик [Архівовано 5 березня 2016 у Wayback Machine.] вказуються — недоліки аніме: «Незважаючи на цікаву назву і опис в „Окультній академії“ сама академія виступає всього-на-всього в ролі декорації. Якісь інтриг, запаморочливих розслідувань або натовпів нечисті було практично не помітно. По суті, єдиним монстром за весь сезон, був Чупакабра. Але для академії окультизму хотілося побачити набагато більшого!»; — плюси та переваги: «Окультну академію» слід сприймати як пародію на інші жанри. Серіал може похвалитися відмінним промальовуванням персонажів і навколишнього світу. Так само в серіалі відмінно підібраний музичний супровід" (відкриваюча тема); — та підводяться підсумки: «У цілому, „Окультна академія“ — це ще один непоганий серіал про захоплення підлітків містикою. Чогось нового нам не показали, зате ми побачили, що буде, якщо зібрати в одній стрічці штампи з більш менш відомих стрічок про надприродні сили. У підсумку, один раз подивитися можна, і то тільки через головну героїню, яка викликає просто шквал емоцій у чоловічої половини глядачів».